# Hispano-Suiza 12Z
L'Hispano-Suiza 12Z era un motore aeronautico 12 cilindri a V raffreddato a liquido prodotto in Francia dalla francospagnola Hispano-Suiza agli inizi della seconda guerra mondiale.
Il 12Z non fu mai prodotto in grandi numeri anche se dopo la fine del conflitto ne verrà prodotta una nuova versione, anche questa però rimasta senza seguito.

## Storia

### Sviluppo
Il 12Z rappresentava l'evoluzione finale dei motori V12 realizzati da questa Casa. Rispetto al 12Y che lo precedeva la differenza più evidente era costituita dall'adozione della distribuzione a doppio albero a camme in testa e quattro valvole per cilindro.
Con questa nuova configurazione la potenza saliva a 1 300 CV (969 kW) dai 1 000 (745 kW) del motore precedente. I giri al minuto passavano da 2 400 a 2 700. Il motore era progettato per utilizzare benzina a 100 ottani pertanto il rapporto di compressione, di 6,75:1 contro 5,8:1 del 12Y, poteva essere più elevato. Venne anche montato un compressore monostadio a singola velocità che permetteva di raggiungere i 1 500 CV (1 118 kW) alla quota di 6 400 m.
Dopo i test di funzionamento effettuati sui prototipi nel 1939, i primi motori di serie andarono ad equipaggiare alcuni esemplari dei Dewoitine D.520 e Morane-Saulnier MS.410 i quali, quando dotati del nuovo motore, assunsero la designazione di D.524 ed MS.450. La produzione del modello principale, il 12Z-17, era appena iniziata quando venne firmato l'armistizio. La produzione continuò però negli stabilimenti spagnoli dell'azienda ma i motori si dimostrarono poco affidabili e non furono mai impiegati.
Dopo la fine del conflitto venne realizzata, in pochissimi esemplari, la versione 12Z-89 del motore. Questa versione poteva impiegare benzina da 92 ottani ed erogava 1 280 CV (954 kW) a 2 600 giri/min. La potenza massima al decollo era di 1 479 CV (1 103 kW).
Il 12Z però continuò ad esser gravato da problemi di messa a punto e, anche a causa dell'avvento dei motori turbogetto, non venne mai prodotto in grandi numeri.

## Velivoli utilizzatori
Francia
- Arsenal VG-39
- Breguet Bre 482
- Dewoitine D.524
- Morane-Saulnier MS.450

 Jugoslavia
- Ikarus S-49C